# Maggie Valley
Maggie Valley è una città degli Stati Uniti d'America situata nella Carolina del Nord, nella Contea di Haywood.